# 24 ur Le Mansa 1999
24 ur Le Mansa 1999 je bila sedeminšestdeseta vzdržljivostna dirka 24 ur Le Mansa. Potekala je 12. in 13. junija 1999.

## Rezultati

### Uvrščeni
NC = neuvrščeni - niso prevozili 70% razdalje zmagovalca, DNF = odstop, DNS = niso štartali
| Poz    | Razred | Št | Moštvo                                        | Dirkači                                                      | Šasija                        | Gume | Krogi |
| Poz    | Razred | Št | Moštvo                                        | Dirkači                                                      | Motor                         | Gume | Krogi |
| ------ | ------ | -- | --------------------------------------------- | ------------------------------------------------------------ | ----------------------------- | ---- | ----- |
| 1      | LMP    | 15 | Team BMW Motorsport                           | Joachim Winkelhock Pierluigi Martini Yannick Dalmas          | BMW V12 LMR                   | M    | 365   |
| 1      | LMP    | 15 | Team BMW Motorsport                           | Joachim Winkelhock Pierluigi Martini Yannick Dalmas          | BMW S70 6.0L V12              | M    | 365   |
| 2      | LMGTP  | 3  | Toyota Motorsport Toyota Team Europe          | Ukyo Katayama Keiichi Tsuchiya Toshio Suzuki                 | Toyota GT-One                 | M    | 364   |
| 2      | LMGTP  | 3  | Toyota Motorsport Toyota Team Europe          | Ukyo Katayama Keiichi Tsuchiya Toshio Suzuki                 | Toyota R36V 3.6L Turbo V8     | M    | 364   |
| 3      | LMP    | 8  | Audi Sport Team Joest                         | Frank Biela Didier Theys Emanuele Pirro                      | Audi R8R                      | M    | 360   |
| 3      | LMP    | 8  | Audi Sport Team Joest                         | Frank Biela Didier Theys Emanuele Pirro                      | Audi 3.6L Turbo V8            | M    | 360   |
| 4      | LMP    | 7  | Audi Sport Team Joest                         | Michele Alboreto Rinaldo Capello Laurent Aïello              | Audi R8R                      | M    | 346   |
| 4      | LMP    | 7  | Audi Sport Team Joest                         | Michele Alboreto Rinaldo Capello Laurent Aïello              | Audi 3.6L Turbo V8            | M    | 346   |
| 5      | LMP    | 18 | Price+Bscher                                  | Thomas Bscher Bill Auberlen Steve Soper                      | BMW V12 LM                    | Y    | 345   |
| 5      | LMP    | 18 | Price+Bscher                                  | Thomas Bscher Bill Auberlen Steve Soper                      | BMW S70 6.0L V12              | Y    | 345   |
| 6      | LMP    | 13 | Courage Compétition                           | Alex Caffi Andrea Montermini Domenico Schiattarella          | Courage C52                   | B    | 342   |
| 6      | LMP    | 13 | Courage Compétition                           | Alex Caffi Andrea Montermini Domenico Schiattarella          | Nissan VRH35L 3.5L Turbo V6   | B    | 342   |
| 7      | LMP    | 12 | Panoz Motorsports                             | David Brabham Eric Bernard Butch Leitzinger                  | Panoz LMP-1 Roadster-S        | M    | 336   |
| 7      | LMP    | 12 | Panoz Motorsports                             | David Brabham Eric Bernard Butch Leitzinger                  | Ford (Elan) 6.0L V8           | M    | 336   |
| 8      | LMP    | 21 | Nissan Motorsports (NISMO)                    | Didier Cottaz Marc Goossens Fredrik Ekblom                   | Courage C52                   | B    | 335   |
| 8      | LMP    | 21 | Nissan Motorsports (NISMO)                    | Didier Cottaz Marc Goossens Fredrik Ekblom                   | Nissan VRH35L 3.5L Turbo V6   | B    | 335   |
| 9      | LMP    | 14 | Pescarolo Promotion Racing Team               | Henri Pescarolo Michel Ferte Patrice Gay                     | Courage C50                   | P    | 327   |
| 9      | LMP    | 14 | Pescarolo Promotion Racing Team               | Henri Pescarolo Michel Ferte Patrice Gay                     | Porsche 3.0L Turbo Flat-6     | P    | 327   |
| 10     | GTS    | 51 | Viper Team Oreca                              | Olivier Beretta Karl Wendlinger Dominique Dupuy              | Chrysler Viper GTS-R          | M    | 325   |
| 10     | GTS    | 51 | Viper Team Oreca                              | Olivier Beretta Karl Wendlinger Dominique Dupuy              | Chrysler 8.0L V10             | M    | 325   |
| 11     | LMP    | 11 | Panoz Motorsports                             | Johnny O'Connell Jan Magnussen Max Angelelli                 | Panoz LMP-1 Roadster-S        | M    | 323   |
| 11     | LMP    | 11 | Panoz Motorsports                             | Johnny O'Connell Jan Magnussen Max Angelelli                 | Ford (Elan) 6.0L V8           | M    | 323   |
| 12     | GTS    | 52 | Viper Team Oreca                              | Tommy Archer Justin Bell Marc Duez                           | Chrysler Viper GTS-R          | M    | 318   |
| 12     | GTS    | 52 | Viper Team Oreca                              | Tommy Archer Justin Bell Marc Duez                           | Chrysler 8.0L V10             | M    | 318   |
| 13     | GT     | 81 | Manthey Racing GmbH                           | Uwe Alzen Patrick Huisman Luca Riccitelli                    | Porsche 911 GT3-R             | P    | 317   |
| 13     | GT     | 81 | Manthey Racing GmbH                           | Uwe Alzen Patrick Huisman Luca Riccitelli                    | Porsche 3.6L Flat-6           | P    | 317   |
| 14     | GTS    | 56 | Chamberlain Engineering                       | Ni Amorim Hans Hugenholtz Toni Seiler                        | Chrysler Viper GTS-R          | M    | 314   |
| 14     | GTS    | 56 | Chamberlain Engineering                       | Ni Amorim Hans Hugenholtz Toni Seiler                        | Chrysler 8.0L V10             | M    | 314   |
| 15     | GTS    | 50 | CICA Team Oreca                               | Manuel Mello-Breyner Pedro Mello-Breyner Tomaz Mello-Breyner | Chrysler Viper GTS-R          | M    | 312   |
| 15     | GTS    | 50 | CICA Team Oreca                               | Manuel Mello-Breyner Pedro Mello-Breyner Tomaz Mello-Breyner | Chrysler 8.0L V10             | M    | 312   |
| 16     | GTS    | 55 | Paul Belmondo Racing                          | Emanuelle Clerico Jean-Claude Lagniez Guy Martinolle         | Chrysler Viper GTS-R          | D    | 309   |
| 16     | GTS    | 55 | Paul Belmondo Racing                          | Emanuelle Clerico Jean-Claude Lagniez Guy Martinolle         | Chrysler 8.0L V10             | D    | 309   |
| 17     | GTS    | 54 | Paul Belmondo Racing                          | Paul Belmondo Tiago Monteiro Marc Rostan                     | Chrysler Viper GTS-R          | D    | 299   |
| 17     | GTS    | 54 | Paul Belmondo Racing                          | Paul Belmondo Tiago Monteiro Marc Rostan                     | Chrysler 8.0L V10             | D    | 299   |
| 18     | GTS    | 64 | Konrad Motorsport                             | Franz Konrad Peter Kitchak Charles Slater                    | Porsche 911 GT2               | D    | 293   |
| 18     | GTS    | 64 | Konrad Motorsport                             | Franz Konrad Peter Kitchak Charles Slater                    | Porsche 3.8L Turbo Flat-6     | D    | 293   |
| 19     | GT     | 80 | Champion Racing                               | Dirk Müller Bob Wollek Bernd Mayländer                       | Porsche 911 GT3-R             | P    | 292   |
| 19     | GT     | 80 | Champion Racing                               | Dirk Müller Bob Wollek Bernd Mayländer                       | Porsche 3.6L Flat-6           | P    | 292   |
| 20     | GTS    | 62 | Roock Racing                                  | Claudia Hürtgen Andre Ahrle Vincent Vosse                    | Porsche 911 GT2               | Y    | 290   |
| 20     | GTS    | 62 | Roock Racing                                  | Claudia Hürtgen Andre Ahrle Vincent Vosse                    | Porsche 3.8L Turbo Flat-6     | Y    | 290   |
| 21     | GT     | 84 | Perspective Racing                            | Thierry Perrier Jean-Louis Ricci Michel Nourry               | Porsche 911 3.8 RSR           | P    | 288   |
| 21     | GT     | 84 | Perspective Racing                            | Thierry Perrier Jean-Louis Ricci Michel Nourry               | Porsche 3.8L Flat-6           | P    | 288   |
| 22     | GTS    | 57 | Chamberlain Engineering                       | Thomas Erdos Christian Vann Christian Gläsel                 | Chrysler Viper GTS-R          | M    | 270   |
| 22     | GTS    | 57 | Chamberlain Engineering                       | Thomas Erdos Christian Vann Christian Gläsel                 | Chrysler 8.0L V10             | M    | 270   |
| 23 NC  | GTS    | 65 | Chereau Sports Larbre Compétition             | Jean-Luc Chereau Patrice Gouselard Pierre Yver               | Porsche 911 GT2               | M    | 240   |
| 23 NC  | GTS    | 65 | Chereau Sports Larbre Compétition             | Jean-Luc Chereau Patrice Gouselard Pierre Yver               | Porsche 3.8L Turbo Flat-6     | M    | 240   |
| 24 DNF | LMP    | 17 | Team BMW Motorsport                           | Tom Kristensen JJ Lehto Jörg Müller                          | BMW V12 LMR                   | M    | 304   |
| 24 DNF | LMP    | 17 | Team BMW Motorsport                           | Tom Kristensen JJ Lehto Jörg Müller                          | BMW S70 6.0L V12              | M    | 304   |
| 25 DNF | GTS    | 53 | Viper Team Oreca                              | David Donohue Jean-Philippe Belloc Soheil Ayari              | Chrysler Viper GTS-R          | M    | 271   |
| 25 DNF | GTS    | 53 | Viper Team Oreca                              | David Donohue Jean-Philippe Belloc Soheil Ayari              | Chrysler 8.0L V10             | M    | 271   |
| 26 DNF | GTS    | 63 | Roock Racing                                  | Hubert Haupt John Robinson Hugh Price                        | Porsche 911 GT2               | Y    | 232   |
| 26 DNF | GTS    | 63 | Roock Racing                                  | Hubert Haupt John Robinson Hugh Price                        | Porsche 3.8L Turbo Flat-6     | Y    | 232   |
| 27 DNF | LMP    | 19 | Team Goh David Price Racing                   | Hiro Matsushita Hiroki Kato Akahika Nakaya                   | BMW V12 LM                    | M    | 223   |
| 27 DNF | LMP    | 19 | Team Goh David Price Racing                   | Hiro Matsushita Hiroki Kato Akahika Nakaya                   | BMW S70 6.0L V12              | M    | 223   |
| 28 DNF | LMP    | 26 | Konrad Motorsport Talkline Racing for Holland | Jan Lammers Peter Kox Tom Coronel                            | Lola B98/10                   | D    | 213   |
| 28 DNF | LMP    | 26 | Konrad Motorsport Talkline Racing for Holland | Jan Lammers Peter Kox Tom Coronel                            | Ford (Roush) 6.0L V8          | D    | 213   |
| 29 DNF | LMGTP  | 10 | Audi Sport UK Ltd.                            | James Weaver Andy Wallace Perry McCarthy                     | Audi R8C                      | M    | 198   |
| 29 DNF | LMGTP  | 10 | Audi Sport UK Ltd.                            | James Weaver Andy Wallace Perry McCarthy                     | Audi 3.6L Turbo V8            | M    | 198   |
| 30 DNF | LMGTP  | 2  | Toyota Motorsports Toyota Team Europe         | Thierry Boutsen Ralf Kelleners Allan McNish                  | Toyota GT-One                 | M    | 173   |
| 30 DNF | LMGTP  | 2  | Toyota Motorsports Toyota Team Europe         | Thierry Boutsen Ralf Kelleners Allan McNish                  | Toyota R36V 3.6L Turbo V8     | M    | 173   |
| 31 DNF | GTS    | 61 | Freisinger Motorsport                         | Ernst Palmberger Wolfgang Kaufmann Michel Ligonnet           | Porsche 911 GT2               | D    | 157   |
| 31 DNF | GTS    | 61 | Freisinger Motorsport                         | Ernst Palmberger Wolfgang Kaufmann Michel Ligonnet           | Porsche 3.8L Turbo Flat-6     | D    | 157   |
| 32 DNF | LMP    | 27 | Kremer Racing                                 | Tomas Saldaña Grant Orbell Didier de Radigues                | Lola B98/10                   | G    | 46    |
| 32 DNF | LMP    | 27 | Kremer Racing                                 | Tomas Saldaña Grant Orbell Didier de Radigues                | Ford (Roush) 6.0L V8          | G    | 46    |
| 33 DNF | GTS    | 67 | Larbre Compétition                            | Jean-Pierre Jarier Sébastien Bourdais Pierre de Thoisy       | Porsche 911 GT2               | M    | 134   |
| 33 DNF | GTS    | 67 | Larbre Compétition                            | Jean-Pierre Jarier Sébastien Bourdais Pierre de Thoisy       | Porsche 3.8L Turbo Flat-6     | M    | 134   |
| 34 DNF | GTS    | 66 | Estoril Racing Communication                  | Manuel Monteiro Michel Monteiro Michel Maisonneuve           | Porsche 911 GT2               | P    | 123   |
| 34 DNF | GTS    | 66 | Estoril Racing Communication                  | Manuel Monteiro Michel Monteiro Michel Maisonneuve           | Porsche 3.8L Turbo Flat-6     | P    | 123   |
| 35 DNF | LMP    | 22 | Nissan Motorsports (NISMO)                    | Michael Krumm Satoshi Motoyama Erik Comas                    | Nissan R391                   | B    | 110   |
| 35 DNF | LMP    | 22 | Nissan Motorsports (NISMO)                    | Michael Krumm Satoshi Motoyama Erik Comas                    | Nissan VRH50A 5.0L V8         | B    | 110   |
| 36 DNF | LMGTP  | 1  | Toyota Motorsports Toyota Team Europe         | Martin Brundle Emmanuel Collard Vincenzo Sospiri             | Toyota GT-One                 | M    | 90    |
| 36 DNF | LMGTP  | 1  | Toyota Motorsports Toyota Team Europe         | Martin Brundle Emmanuel Collard Vincenzo Sospiri             | Toyota R36V 3.6L Turbo V8     | M    | 90    |
| 37 DNF | LMP    | 25 | Team DAMS                                     | Christophe Tinseau Franck Montagny David Terrien             | Lola B98/10                   | P    | 77    |
| 37 DNF | LMP    | 25 | Team DAMS                                     | Christophe Tinseau Franck Montagny David Terrien             | Judd GV4 4.0L V10             | P    | 77    |
| 38 DNF | LMGTP  | 6  | AMG-Mercedes                                  | Bernd Schneider Franck Lagorce Pedro Lamy                    | Mercedes-Benz CLR             | B    | 76    |
| 38 DNF | LMGTP  | 6  | AMG-Mercedes                                  | Bernd Schneider Franck Lagorce Pedro Lamy                    | Mercedes-Benz GT108C 5.7L V8  | B    | 76    |
| 39 DNF | LMGTP  | 5  | AMG-Mercedes                                  | Christophe Bouchut Nick Heidfeld Peter Dumbreck              | Mercedes-Benz CLR             | B    | 75    |
| 39 DNF | LMGTP  | 5  | AMG-Mercedes                                  | Christophe Bouchut Nick Heidfeld Peter Dumbreck              | Mercedes-Benz GT108C 5.7L V8  | B    | 75    |
| 40 DNF | LMP    | 24 | Autoexe Motorsports                           | Yojiro Tarada Franck Freon Robin Donovan                     | Autoexe (Riley & Scott) LMP99 | Y    | 74    |
| 40 DNF | LMP    | 24 | Autoexe Motorsports                           | Yojiro Tarada Franck Freon Robin Donovan                     | Ford 6.0L V8                  | Y    | 74    |
| 41 DNF | LMP    | 29 | JB Racing                                     | Jérome Policand Mauro Baldi Christian Pescatori              | Ferrari 333 SP                | P    | 71    |
| 41 DNF | LMP    | 29 | JB Racing                                     | Jérome Policand Mauro Baldi Christian Pescatori              | Ferrari F130E 4.0L V12        | P    | 71    |
| 42 DNF | LMP    | 32 | Riley & Scott Europe Solution F               | Marco Apicella Carl Rosenblad Shane Lewis                    | Riley & Scott MkIII/2         | P    | 67    |
| 42 DNF | LMP    | 32 | Riley & Scott Europe Solution F               | Marco Apicella Carl Rosenblad Shane Lewis                    | Ford 6.0L V8                  | P    | 67    |
| 43 DNF | LMGTP  | 9  | Audi Sport UK Ltd.                            | Stefan Johansson Stéphane Ortelli Christian Abt              | Audi R8C                      | M    | 55    |
| 43 DNF | LMGTP  | 9  | Audi Sport UK Ltd.                            | Stefan Johansson Stéphane Ortelli Christian Abt              | Audi 3.6L Turbo V8            | M    | 55    |
| 44 DNF | LMP    | 31 | Riley & Scott Europe Solution F               | Philippe Gache Gary Formato Olivier Thevenin                 | Riley & Scott MkIII/2         | P    | 25    |
| 44 DNF | LMP    | 31 | Riley & Scott Europe Solution F               | Philippe Gache Gary Formato Olivier Thevenin                 | Ford 6.0L V8                  | P    | 25    |
| 45 DNF | GTS    | 60 | Freisinger Motorsport                         | Ray Lintott Manfred Jurasz Katsunori Iketani                 | Porsche 911 GT2               | D    | 24    |
| 45 DNF | GTS    | 60 | Freisinger Motorsport                         | Ray Lintott Manfred Jurasz Katsunori Iketani                 | Porsche 3.8L Turbo Flat-6     | D    | 24    |
| DNS    | LMGTP  | 4  | AMG-Mercedes                                  | Mark Webber Jean-Marc Gounon Marcel Tiemann                  | Mercedes-Benz CLR             | B    | -     |
| DNS    | LMGTP  | 4  | AMG-Mercedes                                  | Mark Webber Jean-Marc Gounon Marcel Tiemann                  | Mercedes-Benz GT108C 5.7L V8  | B    | -     |
| DNS    | LMP    | 23 | Nissan Motorsports (NISMO)                    | Aguri Suzuki Masami Kageyama Eric van de Poele               | Nissan R391                   | B    | -     |
| DNS    | LMP    | 23 | Nissan Motorsports (NISMO)                    | Aguri Suzuki Masami Kageyama Eric van de Poele               | Nissan VRH50A 5.0L V8         | B    | -     |
| DNS    | GT     | 83 | GFB MacQuillan                                | Michel Neugarten Gerard MacQuillan Chris Gleason             | Porsche 911 3.8 RSR           | P    | -     |
| DNS    | GT     | 83 | GFB MacQuillan                                | Michel Neugarten Gerard MacQuillan Chris Gleason             | Porsche 3.8L Flat-6           | P    | -     |

### Statistika
- Najboljši štartni položaj - #1 Toyota Motorsport / TTE - 3:29.930
- Najhitrejši krog - #3 Toyota Motorsport / TTE - 3:35.052
- Razdalja - 4968km
- Povprečna hitrost - 207km/h